# Paolo Petraz
Paolo Petraz (Cordovado, 25 gennaio 1949) è un ex calciatore italiano, di ruolo libero.

## Carriera
Proveniente dal Saronno, nella stagione 1967-1968 ha fatto parte della rosa del Brescia che ha partecipato al campionato di Serie A, senza scendere mai in campo in incontri di campionato. Successivamente si trasferisce alla Torres dove disputa il campionato di Serie C.
In seguito disputa sei campionati in Serie B, tre a testa prima col Modena e poi col Perugia, per complessive 141 presenze tra i cadetti; in particolare, disputa 11 incontri del campionato 1974-1975 vinto dai grifoni, che accedono per la prima volta nella loro storia alla Serie A. Alla fine della stagione viene ceduto insieme a Claudio Tinaglia alla Salernitana, in Serie C. Dal 1976 al 1978 gioca sempre in terza serie nel Brindisi.

## Palmarès

### Competizioni nazionali
- Campionato italiano di Serie B: 1

Perugia: 1974-1975
- Campionato italiano Serie D: 1

Squinzano: 1978-1979 (girone E)